# Magenta (barwa)
Magenta (/maˈɡɛ̃nta/) to nazwa koloru powstającego poprzez zmieszanie barwy czerwonej z domieszką barwy niebieskiej, sztucznie otrzymanego z aniliny (barwniki anilinowe) w roku bitwy pod Magentą (1859) i nazwanego dla jej uhonorowania.
Jeden z czterech kolorów używanych w druku atramentowym (obok czarnego, żółtego i cyjanu).